# 何宗理
何宗理（1460年—？），字邦治，陝西平涼府涇州人，民籍，明朝政治人物。

## 生平
陝西鄉試第六名舉人。弘治三年（1490年）中式庚戌科會試第二百三十二名，二甲第三十九名進士。七年任徐州知州，遷蘇州府同知，正德三年（1508年）二月升山西按察司佥事，四年七月升山西布政司右參議，正德五年（1510年）七月陞山東按察司副使。六年正月考察以不謹闲住。

## 家族
曾祖何寧，贈知府；祖父何源，知府；父何正，知縣。母劉氏；繼母劉氏；繼母薛氏。具慶下。